# Guet-apens dans les airs
Pour les articles homonymes, voir Guet-apens.
Pour plus de détails, voir Fiche technique et Distribution.
Guet-apens dans les airs (titre original : Overland Stage Raiders) est un film américain réalisé par George Sherman, sorti en 1938.

## Fiche technique
Sauf indication contraire, les informations mentionnées dans cette section peuvent être confirmées par la base de données cinématographiques IMDb,  présente dans la section « Liens externes ».
- Titre français : Guet-apens dans les airs[1]
- Titre original : Overland Stage Raiders
- Réalisation : George Sherman
- Scénario : Luci Ward, Edmond Kelso, William Colt MacDonald et Bernard McConville
- Photographie : William Nobles
- Pays d'origine : États-Unis
- Format : Noir et blanc - 1,37:1 - Mono
- Genre : western
- Dates de sortie : 
  - États-Unis : 20 septembre 1938
  - France : 29 août 1947[1]

## Distribution
- John Wayne : Stony Brooke
- Ray Corrigan : Tucson Smith
- Max Terhune : Lullaby Joslin
- Louise Brooks : Beth Hoyt
- John Archer : Bob Whitney
- Fern Emmett : « Ma » Hawkins

Acteurs non crédités : 
- Yakima Canutt : Chauffeur de bus
- Duke R. Lee : Un investisseur
- Bud Osborne : Un rancher